# Ministère du Trésor
 (signalé en août 2025).
Si vous disposez d'ouvrages ou d'articles de référence ou si vous connaissez des sites web de qualité traitant du thème abordé ici, merci de compléter l'article en donnant les références utiles à sa vérifiabilité et en les liant à la section « Notes et références ».
- Archive Wikiwix
- Bing
- Cairn
- DuckDuckGo
- E. Universalis
- Gallica
- Google
- G. Books
- G. News
- G. Scholar
- Persée
- Qwant
- (zh) Baidu
- (ru) Yandex
- (wd) trouver des œuvres sur Wikidata

Le ministère du Trésor (en italien : Ministero del tesoro) était l'organe, en alternance, du gouvernement italien chargé de superviser et de gérer la dette publique, les dépenses de l'État et sa politique monétaire.

## Histoire
En 1877, le ministère des finances du royaume d'Italie, avec le gouvernement Depretis I, est scindé en deux : le ministère des finances et le ministère du trésor. Ce dernier traitait de la comptabilité publique, du patrimoine et du trésor. En décembre 1922, sous le gouvernement Mussolini, il a été réunifié sous le nom de ministère du Trésor et des Finances.
Dans la République italienne, elle revient en 1947 avec le gouvernement De Gasperi IV.
En 1998, il a fusionné avec le ministère du budget pour former le ministère du trésor, du budget et de la planification économique sous le gouvernement Prodi I.